# Проскрипция
Проскри́пция (лат. proscriptio от proscribere — «письменно обнародовать, оглашать») — в Древнем Риме — список лиц, объявленных вне закона. За выдачу или убийство включённого в списки назначалась награда, за укрывательство — казнь. Имущество проскрибированного подвергалось конфискации, потомки лишались почётных прав и состояния.
Изобретённая Луцием Корнелием Суллой как орудие массового политического террора (82—81 годы до н. э.), проскрипция использовалась им и его приближёнными также для сведения личных счётов и как средство обогащения. После сулланского правления проскрипциями также ознаменовал свой приход к власти в 43 году до н. э. второй триумвират (Октавиан, Лепид и Антоний) — самым известным из проскрибированных тогда был Марк Туллий Цицерон.

Сулла занялся убийствами, кровавым делам в городе не было ни числа, ни предела, и многие, у кого и дел-то с Суллой никаких не было, были уничтожены личными врагами, потому что, угождая своим приверженцам, он охотно разрешал им эти бесчинства. Наконец, один из молодых людей, Гай Метелл, отважился спросить в сенате у Суллы, чем кончится это бедствие и как далеко оно должно зайти, чтобы можно стало ждать прекращения того, что теперь творится. «Ведь мы просим у тебя, — сказал он, — не избавления от кары для тех, кого ты решил уничтожить, но избавления от неизвестности для тех, кого ты решил оставить в живых». На возражение Суллы, что он-де ещё не решил, кого прощает, Метелл ответил: «Ну так объяви, кого ты решил покарать». И Сулла обещал сделать это… Не посоветовавшись ни с кем из должностных лиц, Сулла тотчас составил список из восьмидесяти имён. Несмотря на всеобщее недовольство, спустя день он включил в список ещё двести двадцать человек, а на третий — опять по меньшей мере столько же. Выступив по этому поводу с речью перед народом, Сулла сказал, что он переписал тех, кого ему удалось вспомнить, а те, кого он сейчас запамятовал, будут внесены в список в следующий раз. Тех, кто принял у себя или спас осуждённого, Сулла тоже осудил, карой за человеколюбие назначив смерть и не делая исключения ни для брата, ни для сына, ни для отца. Зато тому, кто умертвит осуждённого, он назначил награду за убийство — два таланта, даже если раб убьёт господина, даже если сын — отца. Но самым несправедливым было постановление о том, что гражданской чести лишаются и сыновья, и внуки осуждённых, а их имущество подлежит конфискации.
— Плутарх. Сулла, 31.
Проскрипциями именовались как сами списки, так и процедура их обнародования. 
Широко известный термин применяется в отношении различных исторических ситуаций в разных странах в Новое время и вплоть до двадцатого века.